# Kanton Évreux-Est
Kanton Évreux-Est (fr. Canton de Évreux-Est) je francouzský kanton v departementu Eure v regionu Horní Normandii. Skládá se z 12 obcí.

## Obce kantonu
- Évreux (východní část)
- Fauville
- Fontaine-sous-Jouy
- Gauciel
- Huest
- Jouy-sur-Eure
- Miserey
- Saint-Vigor
- Sassey
- La Trinité
- Le Val-David
- Le Vieil-Évreux